# Litzis
Litzis (westallgäuerisch: m' Litsəs dob) ist ein Gemeindeteil der Gemeinde Opfenbach im bayerisch-schwäbischen Landkreis Lindau (Bodensee).

## Geografie
Das Dorf liegt circa einen Kilometer südöstlich des Hauptorts Opfenbach und zählt zur Region Westallgäu.

## Ortsname
Der Ortsname stammt vermutlich von den Personennamen Liutgis oder Liezgis ab.

## Geschichte
Litzis wurde erstmals im Jahr 1468 mit Hanns Haiden vom Lintzgis urkundlich erwähnt. Der Ort gehörte einst dem Gericht Simmerberg an. 1771 fand die Vereinödung mit 16 Teilnehmern in Litzis statt. Im Jahr 1873 wurde die Sebastianskapelle im Ort erbaut. Sie wurde 2021 wegen Baufälligkeit durch einen Neubau ersetzt.

## Baudenkmäler
Siehe: Liste der Baudenkmäler in Litzis